# Salto de Villalcampo (poblado)
Salto de Villalcampo (también conocido como Poblado del Salto de Villalcampo) es una localidad del municipio de Villalcampo, en la provincia de Zamora, comunidad autónoma de Castilla y León, España. Se sitúa justo al lado de la presa de Villalcampo, en la depresión geográfica conocida como arribes del Duero.
El poblado fue construido para vivienda de los empleados de la central hidroeléctrica allí levantada. Desde finales de los años noventa, y debido a la automatización de la central hidroeléctrica, fue abandonado.

## Geografía física

### Ubicación
.Se encuentra situado en el suroeste zamorano. Dista 35 km de Zamora capital. Pertenece a la comarca de Aliste. Se integra dentro de la Mancomunidad Tierra del Pan y el partido judicial de Zamora. 
Nunca ha tenido ayuntamiento propio. Se encuentra integrado dentro del término municipal de Villalcampo.
Está dentro del parque natural de Arribes del Duero, un espacio natural protegido de gran atractivo turístico.
| Noroeste: Villadepera | Norte: Carbajosa     | Noreste: Villalcampo    |
| Oeste: Moralina       |                      | Este: Villaseco del Pan |
| Suroeste: Gamones     | Sur: Moral de Sayago | Sureste: Abelón         |

### Otras localidades cercanas
- Moral de Sayago
- Moralina
- Villalcampo